# Thinusa maritima
Thinusa maritima är en skalbaggsart som först beskrevs av Thomas Casey 1885.  Thinusa maritima ingår i släktet Thinusa och familjen kortvingar. Inga underarter finns listade i Catalogue of Life.